# Айрібаба
Айрібаба (узб. Ayrıbaba çoqqısı), Бейік-Сапармират-Тюркменбаші (туркм. Beýik Saparmyrat Türkmenbaşy belentligi) — найвища точка хребта Койтендаг (Кугітанттау)  деяким джерелам - 3139 м).  Вершина розташована на території Койтендагського (Чаршангінського) етрапу у Туркменістані.
Гора відрізняється дуже крутими схилами.  Східний схил є обривом, практично непереборним для людини, через що ділянка державного кордону Туркменістану з Узбекистаном, що тут проходить, не охороняється.
Схили гори вкриті арчовими (ялівцевими) рідколісами та іншими чагарниками.  Клімат помірний.  З листопада до травня вершина гори вкрита снігом.  Річна кількість опадів близько 400 мм.
На схилах гори розташований Кугітанзький заповідник. У 2004 році туркменська назва вершини (Aýrybaba) була перейменована на Beyik Saparmyrat Türkmenbaşy belentligi (пік Великого Сапармурату Туркменбаші)
В Узбекистані гора, як і раніше, називається Ayribobo cho'qqisi

## Див.також
●  Кугітангтау – гірський хребет у Туркменістані.
● Кугітанзький заповідник.
● Кап-Кутан – пещера в західному Кугітангтау.